# Ridley (Kent)
Ridley – wieś w Anglii, w hrabstwie Kent, w dystrykcie Sevenoaks. Leży 18 km na północny zachód od miasta Maidstone i 36 km na południowy wschód od centrum Londynu.